# Limosano

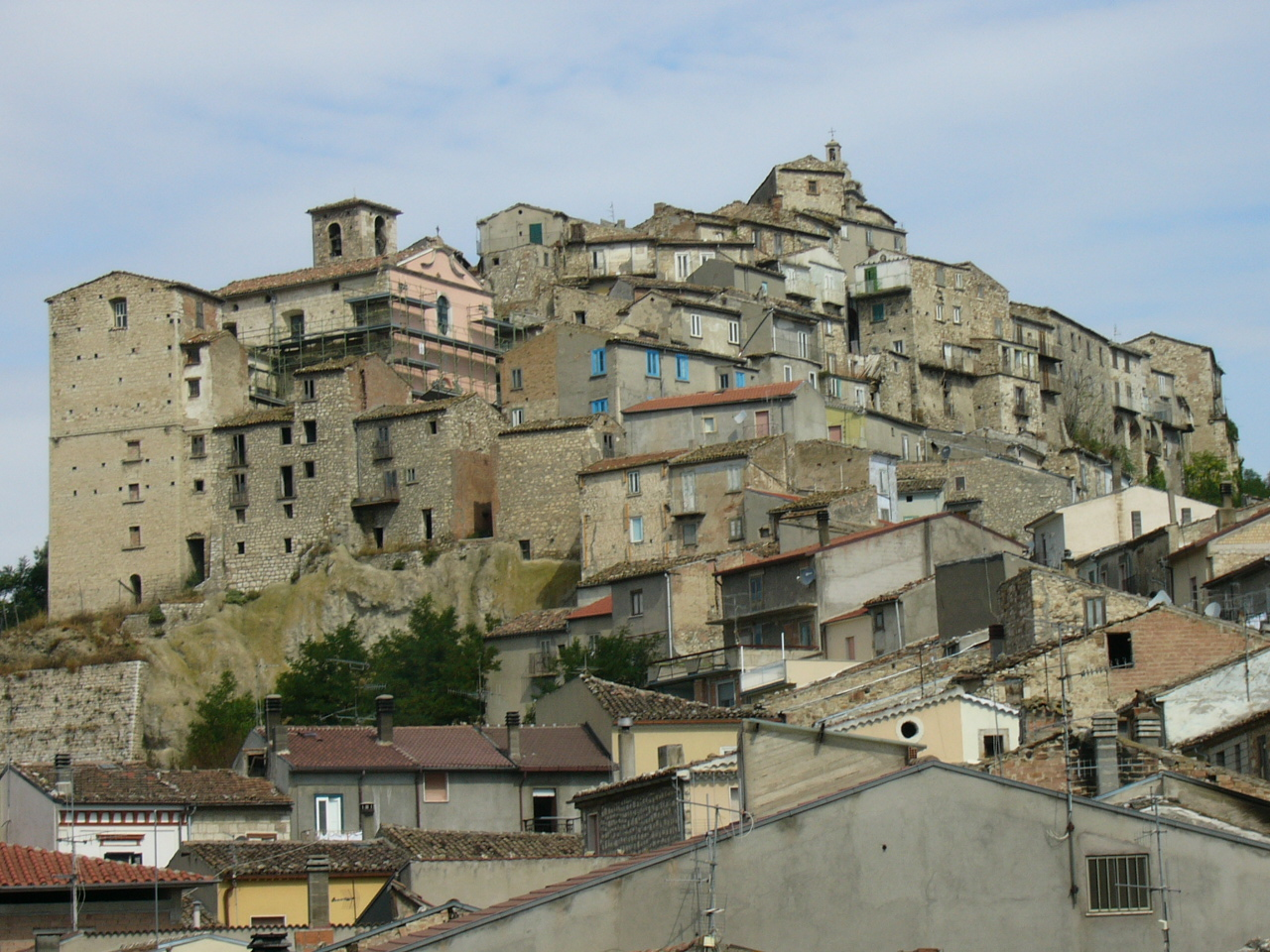
Blick auf Limosano

Limosano ist eine italienische Gemeinde (comune) mit 672 Einwohnern (Stand 31. Dezember 2023) in der Provinz Campobasso in der Region Molise. Die Gemeinde liegt etwa 13 Kilometer nordnordwestlich von Campobasso. Die südöstliche Grenze bildet der Biferno.

## Geschichte
Bis in das 12. Jahrhundert war Limosano Sitz eines Bischofs. Bezeugt sind allerdings lediglich zwei Bischöfe in den Jahren 1110 und 1153, da das Bistum Limosano im 12. Jahrhundert in der Erzdiözese Benevent aufging. Im Februar 2018 wurde das Bistum als Titularbistum Limosano wiederhergestellt.

## Verkehr
Entlang des Biferno führt die Strada Statale 647 Fondo Valle del Biferno von Boiano nach Guglionesi.